# AK-101突击步枪
AK-101是俄羅斯伊熱夫斯克機器製造廠（現稱：卡拉什尼科夫集團）生產的突擊步槍，是AK槍族成員之一，發射5.56×45毫米NATO彈藥。

## 設計
與AK-74M及AK-103一樣，AK-101的槍管長415毫米（16寸），槍口上具備AK-74式槍口制退器，機匣左側裝有瞄准鏡座可用於加裝各種俄式瞄準設備。
AK-101是為出口市場而設計，因此改用北約標準的5.56×45毫米彈藥。
除口徑不同外，AK-101、AK-103與AK-74M基本沒有太大差別。
三者均採用現代化的複合工程塑料部件，取代了原本的木製部件，配備黑色塑料30發彈匣及塑料摺疊槍托。
此外，AK-74M、AK-101和AK-103還能裝上GP系列槍掛式榴彈發射器。

## 使用國
- 阿尔及利亚
- 安哥拉
- 不丹
- 賽普勒斯
- 斐济
- 希腊
- 印度
- 印度尼西亞
- 马来西亚
- 摩洛哥
- 巴基斯坦
- 菲律賓
- 塞爾維亞
- 新加坡
- 泰國
- 乌拉圭

## 衍生型

### AK-102
AK-102是AK-101的縮短版本，類似AKS-74U，口徑相同，裝有314毫米槍管。

## 流行文化

### 電子遊戲
- 2005年—：由中東聯合軍及俄羅斯特種部隊所使用，包括普通版本和装有GP-30榴彈發射器的版本。
- 2016年—《逃離塔科夫》：命名為“AK-101”，可作改裝。

### 小說
- 2018年—《裏世界遠足》：原為肋戶的槍械；在肋戶被八尺大人誘騙而失蹤後，被主角仁科鳥子使用。

## 外部連結
- （英文）—ak-47.net- AK-101（页面存档备份，存于）
- （英文）—Modern Firearms—AK-101
  - AK-102（页面存档备份，存于）
- （俄文）—AK-101 Assault Rifle
  - AK-102 Small-Size Assault Rifle
- （俄文）—IZHMASH AK-101頁面
- （中文）—D Boy Gun World（AK-101突击步枪）（页面存档备份，存于）